# Nhái lưỡi
Nhái lưỡi (danh pháp hai phần: Glyphoglossus molossus) hay còn gọi là ếch òn là một loài nhái thuộc họ Nhái bầu (Microhylidae).

## Phân bố
G molossus sinh sống ở đồng bằng sông Cửu Long thuộc Việt Nam, Campuchia, và lan sang các nước lân cận gồm Lào, Thái Lan và Myanmar, chủ yếu trong các hệ sinh thái cận nhiệt đới và nhiệt đới bao gồm rừng khô, rừng ẩm, đầm lầy và vùng cỏ cao xavan. Vì nạn phá hủy môi trường thiên nhiên, G. molossus đang bị đe dọa.

## Hình dạng
Loài nhái này có tỷ lệ đầu đối với thân mình khá chênh lệch. Phần đầu nhỏ nhưng thân lại lớn nên chúng có tên tiếng Anh là "balloon frog", tức là "ếch bong bóng" hay "ếch khinh khí cầu" mà một số trang không chuyên về ếch nhái đã dịch ngược lại sang tiếng Việt và sử dụng làm tên gọi cho loài nhái này. Toàn thân nhái lưỡi dài khoảng 7 cm. Da nhái lưỡi sù sì, lưng màu đen xám, lấm chấm vàng nhạt. Bụng màu mỡ gà. G. molossus sinh sản vào mùa mưa. Nhái lưỡi cái đẻ trứng trong những vũng nước đọng. Đến mùa khô chúng vùi mình vào xuống đất ẩm, đợi đến mùa mưa mới lên lại.

## Đặc sản
Ếch òn là món đặc sản của người Chăm ở Ninh Thuận. Người đồng bào dân tộc Chăm ở Ninh Thuận đã chế biến ếch òn thành món ăn "độc nhất vô nhị". Người Chăm xem ếch òn là đặc sản hiếm có bởi hương vị đặc trưng này chỉ xuất hiện duy nhất một lần trong năm. Tháng 5, hàng năm, khi tiếng ve bắt đầu ngân vang, những cơn mưa nặng hạt mùa hạ giăng khắp xóm làng, là lúc người Chăm ở Ninh Thuận thu hoạch ếch òn, loài động vật lưỡng cư cùng loại với ếch, cóc, nhái. Người Chăm xem đây là đặc sản hiếm có, bởi một năm một lần người ta mới được thưởng thức hương vị đặc trưng của nó. Không chỉ là món ăn đặc sản của người Chăm ở Ninh Thuận, ếch òn cũng trở thành món được người dân tại cao nguyên Khorat, khu vực đông bắc Thái Lan ưa chuộng. Đặc biệt, cách chế biến của người địa phương tại đây khá tương đồng với Việt Nam.

## Hình ảnh

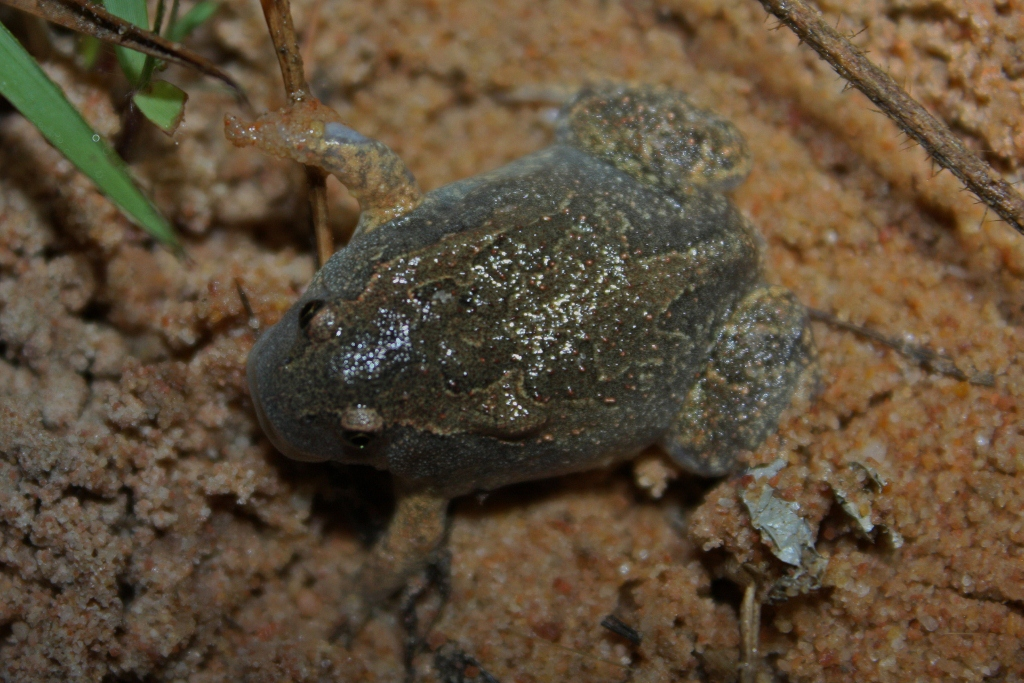
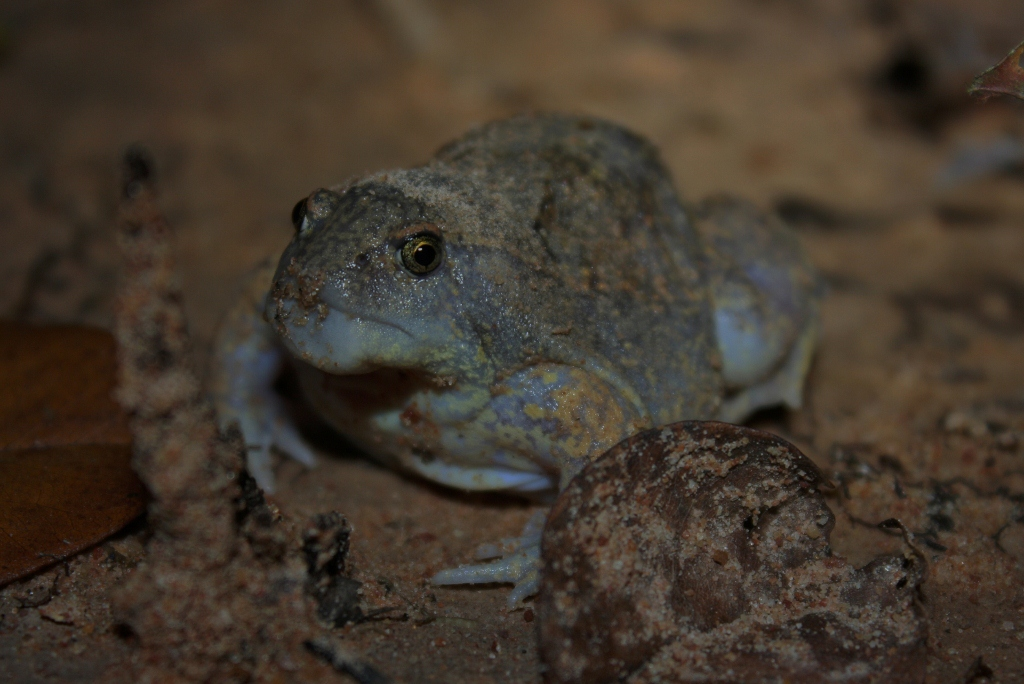
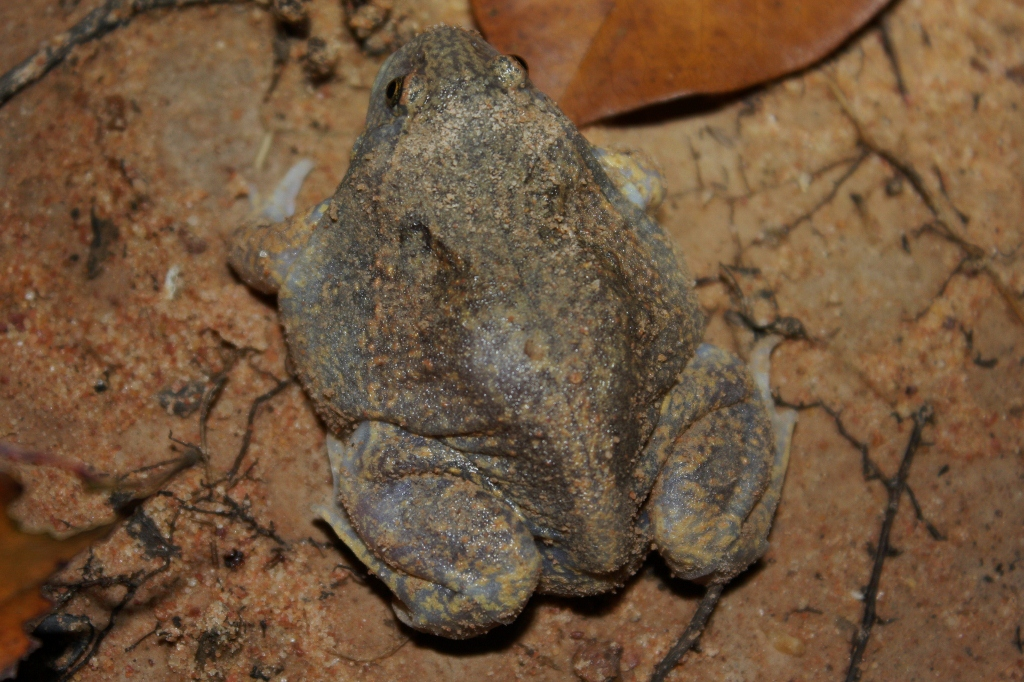
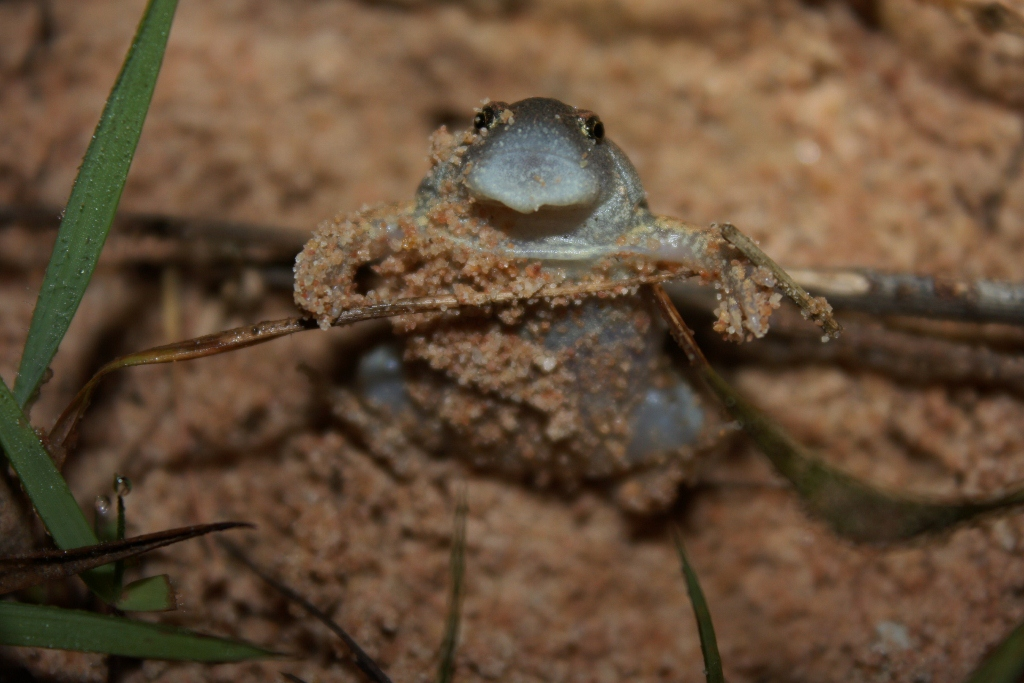
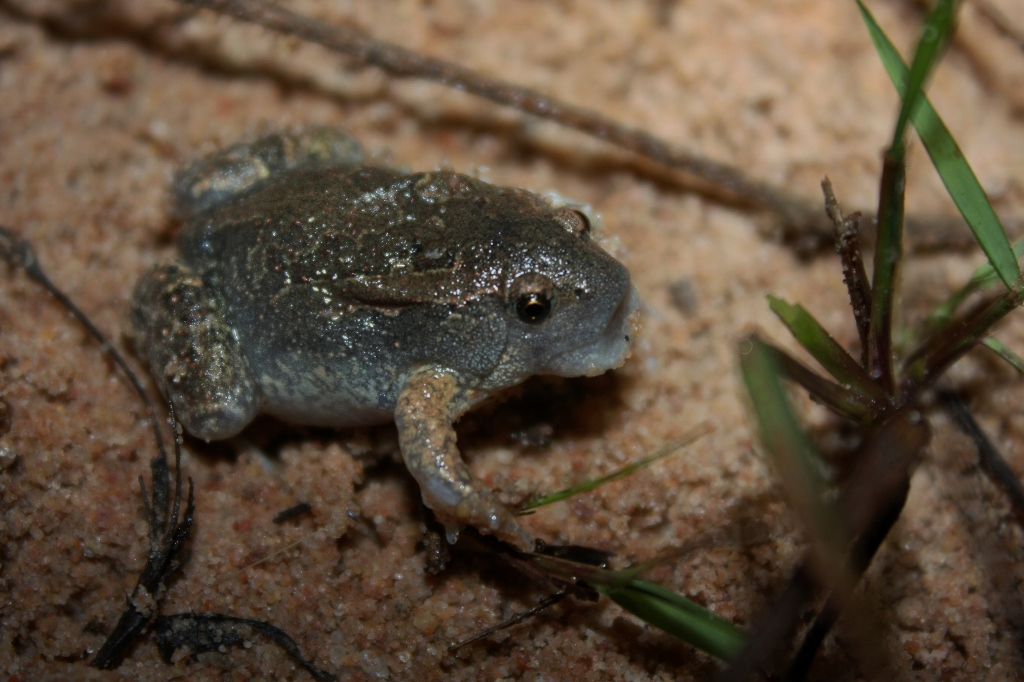